# Maurizio De Rinaldis
Maurizio De Rinaldis (Roma, 6 novembre 1965) è un aviatore italiano, comandante delle Frecce Tricolori dal 2000 al 2003.

## Biografia
Nato a Roma e cresciuto a Rotonda (Basilicata), dopo aver conseguito la maturità classica entra a far parte dell'Accademia Aeronautica nel corso "Centauro IV" (1983-1987). Alla fine degli studi viene trasferito alla Sheppard Air Force Base (Texas).
Nella base aerea americana consegue il brevetto di Pilota Militare, successivamente si trasferisce in Inghilterra per l'abilitazione del Panavia Tornado e viene assegnato al 154º Gruppo Caccia Bombardieri Ognitempo del 6º Stormo di Ghedi (Brescia).
Partecipa alla guerra del golfo nel 1991 e due anni dopo entra a far parte delle Frecce Tricolori dove nel tempo ha avuto i ruoli di:
- 3° Gregario Destro
- 1° Gregario Destro
- Supervisore all'addestramento acrobatico
- Capoformazione

Dall'ottobre 2000 al novembre 2003 De Rinaldis ha ricoperto il ruolo di comandante della Pattuglia Acrobatica Nazionale, venendo promosso a colonnello durante il ruolo.
Con più di 4 000 ore di volo in più di vent'anni di carriera militare, De Rinaldis ha ottenuto l'abilitazione al pilotaggio dei seguenti velivoli: 
- Aermacchi SF-260
- Fiat (Aeritalia) G.91
- Cessna T-37 Tweet
- Northrop T-38 Talon
- Panavia PA200 MRCA Tornado
- Aermacchi MB-339
- Falcon 900 EX EASY
- Piaggio 180 Avanti I e Avanti II

Congedatosi dall'Aeronautica nel 2005 col grado di generale di brigata aerea, de Rinaldis è oggi pilota di linea e istruttore di volo, e nel 2009, nel 2012 e nel 2014 è stato direttore del Roma International Air Show. Ha ad oggi più di 7.000 ore volo su velivoli civili e militari.
Nel 2005 è stato assunto dalla PIAGGIO AERO INDUSTRIES di Genova in qualità di Comandante Pilota con incarichi nel settore commerciale.
Da giugno 2014 a maggio 2018 è stato Direttore Generale di Compagnia Aeronautica Italiana S.P.A.